# Sophie Fafchamps
Sophie Fafchamps (Luik, 24 mei 1984) is een Belgisch politica voor Les Engagés.

## Biografie
In 2006 studeerde Fafchamps af als licentiate in de informatie en de communicatie aan de Universiteit Luik.
Ze begon in 2007 haar professionele loopbaan als journaliste bij de commerciële zender RTL-TVI, als verslaggever op het terrein en sportverslaggever en -commentator. Van 2007 tot 2008 was ze tevens journaliste bij de regionale televisiezender RTC Télé Liège. In 2011 verliet Fafchamps de journalistiek en werd ze tot in 2017 commercieel en marketingdirecteur bij een traiteursfirma in Herve. Sinds 2017 is ze zelfstandig zaakvoerder van een bedrijf dat evenementen organiseert en coördineert voor bedrijven en particulieren.
Voor het toenmalige cdH werd Fafchamps in december 2018 verkozen tot gemeenteraadslid van Fléron. Van december 2018 tot juni 2024 was ze schepen van de gemeente, bevoegd voor cultuur, vrije tijd, bibliotheek, toerisme, erfgoed, werkgelegenheid en communicatie. In juni 2024 nam ze ontslag om parlementslid te worden en nadien ging ze weer als gemeenteraadslid zetelen.
Bij de Waalse verkiezingen van juni 2024 werd Fafchamps verkozen in het arrondissement Luik. Sindsdien zetelt ze in het Waals Parlement en het Parlement van de Franse Gemeenschap.